# Famille von Schmeling
La famille von Schmeling est une ancienne famille noble de Poméranie. Des branches de la famille existent encore aujourd'hui.

## Histoire
La famille apparaît pour la première fois dans un document le 30 novembre 1283 avec Smelingus miles, qui a déjà été inféodé au château de Gülzow par le duc Barnim Ier.
Pendant des siècles, la famille est principalement propriétaire en Poméranie. Les domaines de base sont par exemple Rötzenhagen, Groß Möllen, Giesekow, Todenhagen, Streitz et Güdenhagen.
Des membres de la famille atteignent des rangs respectables dans l'armée impériale et royale, mais surtout dans l'armée prussienne. Certains membres de la famille furent élevés au rang de baron.
Les Blecken v. Schmeling sont nés par adoption avec l'autorisation royale prussienne, en augmentant les armoiries de Schmeling, pour les frères et sœurs Peter Friedrich, Gottlieb Wilhelm et Johanna Amilie. Il s'agit des enfants de Catharina Hedwig Hues, veuve Blecken (morte en 1841) qui a épousé en secondes noces Carl Ludwig Wilhelm von Schmeling (mort en 1850). La famille possède notamment Roggatz près de Stolp et produit quatre généraux prussiens, Friedrich Peter (de) (1796-1863), Karl Gustav (1832-1894), Hermann Friedrich Wilhelm (1838-1906) et Hans (1866-1950).
En 1806, les enfants d'Alexander Gabriel (1783-1852) sont autorisés par un ordre du cabinet royal prussien à s'appeler Schmeling von Diringshofen, en association avec le nom des von Diringshofen, et à porter un blason d'alliance correspondant. Les descendants qui fleurissent encore aujourd'hui s'appellent v. Schmeling-Diringshofen. La famille possédait comme domaine ancestral de Niederlandin dans l'arrondissement d'Uckermark.
Une famille Szmeling, également appelée Schmoeling, Smelingk ou Schmeling, prospère du XIVe au XVIIIe siècle en Livonie et en Courlande et reste fidèle aux Polonais jusqu'à son extinction. Cette famille, originaire du comté de La Marck et dont la maison-mère est Groß Mosthusen près d'Unna, ne fait que porter le même nom que les Poméraniens, il n'y a pas de parenté de souche ou d'armoiries.

## Armoiries
- Le blason principal montre une boule dorée en bleu, ornée de trois flèches dorées placées dans la croix des voleurs. Sur le casque aux lambrequins bleu et or un hémisphère doré d'où émergent trois fers à flèches dorés.

- Armoiries postérieures : En bleu, un soleil d'or à dix-huit rayons, entre 3 flèches d'or, deux pointant vers le haut, une vers le bas. Sur le casque aux lambrequins dorées, bleues et rouges, trois vierges en pleine croissance. L'écu est similaire à la famille poméranienne von Blixen.

- Les armoiries de l'alliance de Schmeling-Diringshofen sont quadrillées d'un écusson en cœur : 1 et 4 en argent, un filet vert oblique ; 2 et 3 en bleu sur fond vert un lion d'or couronné tenant une flèche et 4 six flèches juxtaposées. Bouclier cœur divisé en croix : au-dessus en bleu le soleil de Schmeling et en dessous (Diringshofen) en or un aigle noir avec des clés d'argent croisées.

## Personnalités
- Gabriel Otto von Schmeling (de) (1747–1826), administrateur de l'arrondissement de Schlawe-en-Poméranie (de)
- Adolf von Schmeling (de) (1807-1886), président du district de Königsberg
- Wilhelm von Schmeling (1811-1879), lieutenant général prussien
- Cyrus von Schmeling (de) (1819-1902), général de division prussien
- Hermann von Schmeling (de) (1822–1896), lieutenant général prussien
- Burkhard von Schmeling (de) (1823-1902), lieutenant général prussien
- August von Schmeling (1843-1910), général de division prussien
- Kurt von Schmeling (de) (1860-1930), administrateur de l'arrondissement de Stuhm et de l'arrondissement de Stolp et président du district de Stettin
- Wilhelm von Schmeling (1869-1934), administrateur de l'arrondissement d'Iburg